# Guldfisk
Guldfisken (Carassius auratus) er en fisk i karpefamilien. Arten er en af de første fisk der blev domesticeret og er stadig en af de mest almindelige akvariefisk. Guldfisken er et relativt lille medlem af karpefamilien og når en maksimal længde på 59 cm og en vægt på 3 kg. De fleste individer bliver dog under halvt så store.
Billedet viser en af de mange fremavlede former af guldfisk sk. slørhaler.
Guldfisken kan sagtens overleve udendørs om vinteren. Der skal bare være et sted i dammen som er over 90 cm dybt. Om foråret begynder man at fordre fiskene når vandet har nået en temperatur på 10 grader. Hvis man fodrer fiskene for tidligt kan de dø af det, og hvis man fodre dem for sent så dør de også.